# 尚书左丞
尚书左丞，尚书台和后来的尚书省的属官。

## 简介
东汉开始设置，为尚书台佐贰官，在尚书右丞之上，品秩四百石。总领尚书台庶务，主管官民章奏和台内小吏。
曹魏、晋朝、南朝尚书左丞为尚书省佐官，和尚书右丞一起掌管尚书都省的庶务，率领各个都令史监督稽核各尚书曹、郎曹政务，督录州郡文书。监察弹劾尚书令、尚书仆射、尚书等，号称监司。分管宗庙祭祀、朝仪礼制、选任官吏等文书奏事。曹魏、晋朝、刘宋为六品，萧梁九班，南陈四品、六百石。
北魏太和十七年（493年），定为四品上，太和二十三年（499年）改为从四品上。监察本省官员，监督吏部、考工、主爵、殿中、仪曹、三公、祠部、主客、左右中兵、左右外兵、都官、二千石、度支、左右户诸郎曹的政务。
隋唐尚书左丞通判都省事，监察省内，领内司郎中、员外郎，监督稽核吏部、户部、礼部三部十二司。隋朝从四品，唐朝正四品上，永昌元年（689年）到如意元年（692年）一度为正三品上。隋朝行台尚书省也有尚书左丞，为从四品。唐朝尚书令不常设，唐玄宗开元以后尚书仆射、六部尚书渐渐成为名誉职务，尚书省的政务开始由左丞、右丞主持。诏令经过门下省审核后，由尚书左丞、右丞复审，有权封驳。尚书左丞加同平章事为宰相，入政事堂议政。
五代继承唐朝的制度。后梁开平二年（908年）改左司侍郎，后唐同光元年（923年）恢复唐制，长兴元年（930年）改为正四品。
北宋初年为四品的寄禄官，不参预尚书省的事务。元丰改制后为正二品，位列执政，为副宰相。在六部尚书之上，参议大政，和左右仆射一起管理尚书省的事务。南宋建炎三年（1129年）四月，废除尚书左右丞，改为参知政事。
辽国尚书左丞为南面官，金朝、元朝为执政，佐宰相治尚书省事，正二品。当时行台尚书省、行尚书省也有尚书左丞，但是在尚书右丞之下。后来元朝尚书省并入中书省，尚书左丞被废除。设中书左丞，明朝洪武十三年（1380年）废除中书左丞。

## 唐朝
高祖
崔善为
令狐德棻
独孤义顺
李瑊
太宗
戴胄
贺若孝义
杨纂
唐皎
权万纪
冯长命
韦琮
裴熙载
狄孝绪
李行廉
杨纂
张行成
高宗
卢承庆
卢承业
段宝元
李孝友
李云将
源直心
崔余庆
郑钦泰
马载
赵仁本
许圉师
邓恽
崔知悌
韦仁约
冯元常
武后
魏玄同
卢献
张行廉
周兴
姚璹
顾琮
孙彦高
宗楚客
韦巨源
陆元方
崔玄暐
薛季昶
李峤
韦安石
中宗
苏瓌
宋璟
张锡
崔元综
元暕
崔湜
薛谦光
齐景胄
睿宗
崔湜
张说
玄宗
张廷珪
张暐
陆余庆
韦玢
源乾曜
卢从愿
裴漼
崔泰之
源光裕
萧嵩
杨承令
袁敬仁
王丘
赵昇卿
韦虚心
皇甫翼
严挺之
席豫
陆景融
宋遥
崔翘
韦济
蒋冽
张倚
苗晋卿
肃宗
阳浚
李麟
李岘
薛侃
邓景山
李廙
崔涣
代宗
皇甫侁
贾至
杨绾
李涵
蒋涣
张重光
崔伦
田季羔
德宗
薛邕
庾凖
赵涓
郑叔则
薛播
董晋
畅悦
杜佑
裴郁
赵憬
顾少连
樊某
顺宗
韦执谊
郑余庆
宪宗
郑余庆
郑元
段平仲
吕元膺
许孟容
卫次公
张贾
穆宗
韦绶
崔从
孔戣
柳公绰
敬宗
段文昌
文宗
钱徽
韦弘景
元稹
王起
庾承宣
王璠
杨嗣复
庾敬休
郑澣
崔琯
武宗
狄兼谟
孙简
高元裕
宣宗
郑涯
崔蠡
李景让
徐商
崔璪
苏涤
蒋係
懿宗
杨知温
郑薰
独孤庠
李当
李璋
僖宗
郑延休
韦蟾
张读
王徽
崔厚
卢渥
昭宗
李藻
赵光逢
陆扆
郑璘
杜德祥
杨涉
哀帝
薛廷珪
赵光逢

## 宋朝宰执
- 蒲宗孟（1082-1083）
- 王安礼（1083-1084）
- 李清臣（1086-1087）
- 吕公著（1085-1086）
- 刘挚（1087-1088）
- 王存（1088-1089）
- 韩忠彦（1089-1090）
- 苏颂（1090-1092）
- 梁焘（1092-1093）
- 邓润甫（1094）
- 许将（1095-1097）
- 蔡卞（1097-1100）
- 陆佃（1101-1102）
- 蔡京（1102）
- 赵挺之（1102-1103）
- 张商英（1103）
- 张康国（1104-1105）
- 何执中（1105-1107）
- 邓洵武（1107）
- 梁子美（1107）
- 林摅（1107-1108）
- 余深（1108-1109）
- 薛昂（1109-1110，1116-1117）
- 侯蒙（1110-1116）
- 王黼（1118）
- 冯熙载（1118-1119）
- 范致虚（1119）
- 张邦昌（1119-1121）
- 王安中（1121-1123）
- 李邦彦（1123-1124）
- 赵野（1124-1126）
- 蔡懋（1126）
- 耿南仲（1126）
- 王㝢（1126）
- 馮澥（1126-1127）
- 張慤（1127）
- 颜岐（1127-1128）
- 叶梦得（1129）
- 卢益（1129）
- 李邴（1129）